# Parc du Vallon
Le parc du Vallon est un parc urbain situé dans le 9e arrondissement de Lyon près de la commune d’Écully, au sud du quartier de La Duchère. Comme son nom l’indique, ce parc est situé dans un vallon.
Le parc du Vallon a une superficie totale de 11 hectares à son ouverture au printemps 2014, ce qui fait de lui le quatrième plus grand parc de Lyon et l'un des plus importants parcs de l'agglomération lyonnaise.

## Réaménagement
Un projet de réaménagement du parc a été lancé à partir de 2008. Les études se sont déroulées entre 2008 et 2010 et la réalisation entre 2011 et 2014.
La réhabilitation intègre des dispositifs pour limiter les crues torrentielles, tels que des noues ou des bassins de rétention, via trois digues permettant la rétention de 26 000 mètres cubes d’eau. Le réaménagement ouvre également sur le ruisseau des Gorges qui était enterré depuis les années 1960. Le parc réaménagé intègre des espaces de jeux, un jardin public, des clairières et un sous-bois. Un lavoir, dont la création date du XVIIe siècle, est également rénové dans ce cadre. Une fois ces aménagements réalisés, le parc aura une superficie de 11 hectares.
Sa maîtrise d'ouvrage a été conduite par la Direction de l’Eau du Grand Lyon, pour l’aspect hydraulique et par le SERL (qui aménage la ZAC Duchère) pour l’aspect paysager. La maitrise d'œuvre paysager est réalisé par l’agence Ilex, aidé de Cap Vert Ingénierie, Sogréah et LEA.
Le parc du Vallon fait partie des aménagements du Grand projet de ville (GPV) de La Duchère, qui a reçu été distingué au projet national Ecoquartier 2011. Le réaménagement du parc a coûté 9,1 millions d’euros, financé par l’agence nationale pour la rénovation urbaine (ANRU), la région Rhône-Alpes, le Grand Lyon et la ville de Lyon.
Le parc ouvre partiellement en avril 2013 dans une zone d'un hectare, le reste du parc devenant accessible au printemps 2014 pour une surface totale de 11 hectares,.